# Lijst van beelden in Nunspeet
Dit is een (onvolledige) chronologische lijst van beelden in Nunspeet. Onder een beeld wordt hier verstaan elk driedimensionaal kunstwerk in de openbare ruimte van de Nederlandse gemeente Nunspeet, waarbij beeld wordt gebruikt als verzamelbegrip voor sculpturen, standbeelden, installaties, gedenktekens en overige beeldhouwwerken.
| Geplaatst                              | Omschrijving                           | Kunstenaar                                | Straat                            | Plaats          | Materiaal      | Afbeelding |
| -------------------------------------- | -------------------------------------- | ----------------------------------------- | --------------------------------- | --------------- | -------------- | ---------- |
| 1968                                   | Moeflon                                | Cor Vrendenberg                           | Transferium                       | Nunspeet        | brons          |            |
| 1967 van steen; in brons gegotenin1998 | De keiler                              | Henk Weggelaar                            | Stationsplein                     | Nunspeet        | brons          |            |
| 1970                                   | Monument het verscholen dorp           |                                           | Pas Op-Weg                        | Vierhouten      | steen en ijzer |            |
| 1970/1995                              | Het verscholen dorp                    |                                           | Pas Op-Weg                        | Vierhouten      | hout           |            |
| 2003                                   | Eibertje                               | Ingeborg ten Hoopen                       | Marktplein                        | Nunspeet        | brons          |            |
| 2005                                   | Herinneringsbank                       |                                           | Elspeetsche Heide                 | Elspeet         | steen          |            |
| 2006                                   | Vliegersmonument                       |                                           | Algemene begraafplaats Eperweg    | Nunspeet        | staal          |            |
| 2007                                   | De strandslaper                        |                                           | Nabij de Zandenplas, langs de A28 | Nunspeet        | staal          |            |
| 2008                                   | Verzetsmonument                        | Camille van Os                            |                                   | Hulshorst       | brons          |            |
| 2008                                   | Monument de Souvenir                   | Krijn Christiaansen en Cathelijne Montens |                                   | Hulshorsterzand |                |            |
| 2010                                   | Caprice                                | Tilly Buij en Gerard Groenewoud           | wijk de Bunte                     | Nunspeet        | kunststof      |            |
| ?                                      | Larve mierenleeuw (tevens zonnewijzer) | ?                                         |                                   | Hulshorsterzand | hout           |            |
|                                        | Stilte                                 | Ida Vos                                   | Pas Op-Weg                        | Vierhouten      |                |            |
|                                        | Plaquette bij het verscholen dorp      |                                           | Pas Op-Weg                        | Vierhouten      | steen en ijzer |            |
|                                        | Oorlogsmonument                        |                                           | Staverdenseweg/Nunspeterweg       | Elspeet         | steen          |            |